# جيمس مورغان
جيمس مورغان (بالإنجليزية: James Morgan)‏ هو سياسي أمريكي، ولد في 29 ديسمبر 1756 في الولايات المتحدة، وتوفي في 11 نوفمبر 1822 في نفس البلد. انتخب عضو مجلس النواب الأمريكي.